# جرمی هنین
جرمی هنین (انگلیسی: Jérémy Hénin؛ زادهٔ ۱۲ نوامبر ۱۹۷۷) بازیکن فوتبال اهل فرانسه است.
از باشگاه‌هایی که در آن بازی کرده‌است می‌توان به باشگاه فوتبال لو آور، باشگاه فوتبال سدان، و باشگاه فوتبال آنژه اشاره کرد.